# Tournoi d'échecs de Londres 1862

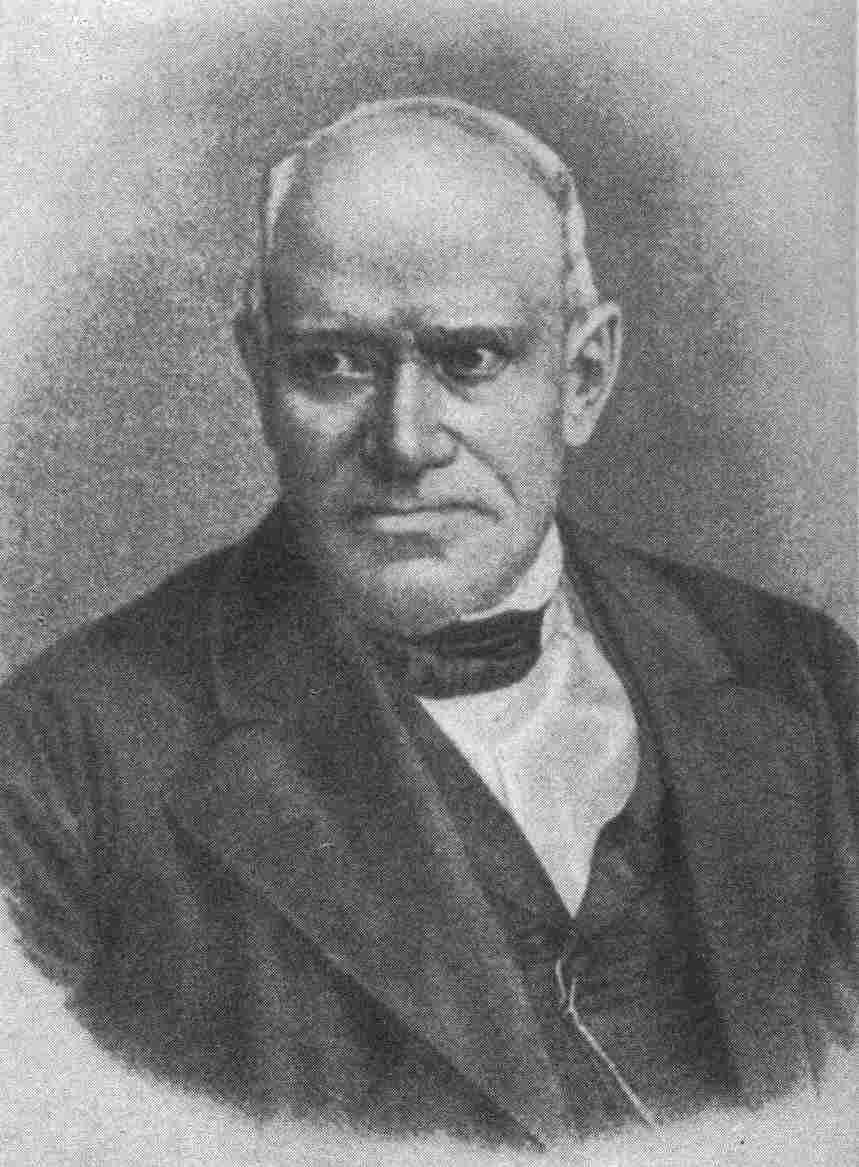
Adolf Anderssen, vainqueur du tournoi de Londres en 1862

Le tournoi d'échecs de Londres 1862 est un tournoi d'échecs organisé à l'occasion de l'exposition universelle de 1862 à Londres et remporté par l'Allemand Adolf Anderssen.
Ce tournoi innovait de deux façons : c'était le premier tournoi toutes rondes de l'histoire des échecs et, pour la première fois, le temps de réflexion des joueurs était limité par l'usage d'une pendule d'échecs.

## Organisation
À l’occasion de l'Exposition, les autorités avaient prévu d’organiser un tournoi réunissant 14 des meilleurs joueurs d'échecs de l’époque, avec toutefois une nouveauté, qu’on peut aussi voir comme un clin d’œil à la technique : le temps des joueurs serait limité par l’usage d'une pendule d'échecs, avec obligation de jouer 24 coups au moins dans les deux premières heures... Autre curiosité, chaque joueur devait affronter tous les autres participants (système dit round robin) et les parties nulles (ou « remises », désignées ci-dessous par la lettre r) ne comptaient pas : elles devaient être rejouées.
Les 14 joueurs s’affrontèrent lors du tournoi principal du 16 au 28 juin 1862, d’abord au St. George's Club, puis au St. James's Club et enfin au Cigar Divan.
Les prix furent attribués à Adolf Anderssen (100 £), Louis Paulsen (50 £), John Owen (30 £), George Alcock MacDonnell (15 £), Serafino Dubois (10 £) et Wilhelm Steinitz (5 £) qui remporta également le prix de beauté pour sa victoire sur Augustus Mongrédien. De nombreuses parties furent décidées par forfait.

## Résultats
Le tableau du tournoi est donné selon Spinrad,. Les parties nulles sont notées r (remise), les parties perdues par forfait sont notées (f) et les parties gagnées par forfait : (1).
| Rang  | Joueur              | Nationalité                                      | And. | Paul. | Owen | MacD. | Dub. | Stein. | Bar. | Hann. | Blac. | Löw. | Dea. | Mong. | Green | Robey | Total   |
| ----- | ------------------- | ------------------------------------------------ | ---- | ----- | ---- | ----- | ---- | ------ | ---- | ----- | ----- | ---- | ---- | ----- | ----- | ----- | ------- |
| 1     | Adolf Anderssen     | Royaume de Prusse ( Confédération germanique)    |      | 1     | 0    | 1     | 1    | 1      | 1    | 1     | 1     | (1)  | 1    | r1    | 1     | 1     | 12 / 13 |
| 2     | Louis Paulsen       | Principauté de Lippe ( Confédération germanique) | 0    |       | 1    | 1     | 0    | 1      | r1   | 1     | r1    | (1)  | (1)  | 1     | 1     | 1     | 11      |
| 3     | John Owen           | Angleterre ( Royaume-Uni)                        | 1    | 0     |      | 0     | r(1) | r1     | 1    | 1     | 0     | (1)  | (1)  | rr1   | rr1   | 1     | 10      |
| 4-5   | George MacDonnell   | Irlande ( Royaume-Uni)                           | 0    | 0     | 1    |       | (1)? | 1      | 0?   | 0     | 1     | (1)  | 1    | 1     | 1     | 1     | 9       |
| 4-5   | Serafino Dubois     | Italie                                           | 0    | 1     | r(f) | (f)?  |      | 0      | 1    | 1     | r(1)  | (1)  | (1)  | r1    | 1     | (1)   | 9       |
| 6     | Wilhelm Steinitz    | Royaume de Bohême ( Empire d'Autriche)           | 0    | 0     | r0   | 0     | 1    |        | 1    | 1     | 0     | (1)  | (1)  | 1     | rr1   | 1     | 8       |
| 7-8   | Thomas Barnes       | Angleterre ( Royaume-Uni)                        | 0    | r0    | 0    | 1?    | 0    | 0      |      | r1    | 1     | 0    | r1   | 1     | 1     | 1     | 7       |
| 7-8   | James Hannah        | Angleterre ( Royaume-Uni)                        | 0    | 0     | 0    | 1     | 0    | 0      | r0   |       | 1     | (1)  | (1)  | 1     | 1     | (1)   | 7       |
| 9-10  | Joseph Blackburne   | Angleterre ( Royaume-Uni)                        | 0    | r0    | 1    | 0     | r(f) | 1      | 0    | 0     |       | (1)  | 0    | rr(f) | 1     | 0     | 4       |
| 9-10  | Johann Löwenthal    | Royaume de Hongrie ( Empire d'Autriche)          | (f)  | (f)   | (f)  | (f)   | (f)  | (f)    | 1    | (f)   | (f)   |      | (f)  | 1     | 1     | (1)   | 4       |
| 11-12 | Frederic Deacon     | Belgique                                         | 0    | (f)   | (f)  | 0     | (f)  | (f)    | r0   | (f)   | 1     | (1)  |      | 0     | 1     | 0     | 3       |
| 11-12 | Augustus Mongrédien | Angleterre ( Royaume-Uni)                        | r0   | 0     | rr0  | 0     | r0   | 0      | 0    | 0     | rr(1) | 0    | 1    |       | 0     | 1     | 3       |
| 13-14 | Valentine Green     | Angleterre ( Royaume-Uni)                        | 0    | 0     | rr0  | 0     | 0    | rr0    | 0    | 0     | 0     | 0    | 0    | 1     |       | 1     | 2       |
| 13-14 | James Robey         | Angleterre ( Royaume-Uni)                        | 0    | 0     | 0    | 0     | (f)  | 0      | 0    | (f)   | 1     | (f)  | 1    | 0     | 0     |       | 2       |

Les points d'interrogation indiquent les incertitudes sur le résultat de deux parties de MacDonnell.
Le site La grande storia degli scacchi et  Feenstra Kuiper donnent Dubois gagnant contre Mac Donnell tandis que Gaige, Di Felice et Spinrad  donnent MacDonnell gagnant par forfait contre Dubois. Feenstra Kuiper et La Grande Storia degli Scacchi disent que la partie Barnes-Macdonnell ne fut pas disputée, tandis que Gaige, Di Felice et Spinrad donnent Barnes gagnant contre Macdonnell. La table donnée ici reproduit celle sur le site de Mark Weeks qui est celle donnée par Gaige et Spinrad.
Selon Gelo, MacDonnell reçut le quatrième prix devant Dubois car il avait remporté moins de parties par forfait.